# آویگدور داگان
آویگدور داگان (انگلیسی: Avigdor Dagan; ۳۰ ژوئن ۱۹۱۲ – ۲۸ مهٔ ۲۰۰۶) نویسنده، نمایشنامه‌نویس، مترجم ادبی و دیپلمات چک-اسرائیلی بود. قبل از اقتباس از نام عبری در سال ۱۹۵۵، نام او ویکتور فیشل، داگان بود، که با کلمه عبری دَگ (ماهی) مرتبط است، ترجمه تقریبی فیشل به عنوان مخفف "ماهی".